# Thoraya Obaid
Thoraya Obaid (en árabe: ثريا عبيد); Bagdad, 2 de enero de 1945) es una política y activista saudí por los derechos de la mujer. Fue la directora ejecutiva y secretaria general adjunta del Fondo de Población de las Naciones Unidas (UNFPA por sus siglas en inglés), que se encarga de la salud reproductiva y la igualdad de género, entre los años 2001 y 2010, y fue la primera persona saudí en dirigir una agencia de la ONU.

## Biografía

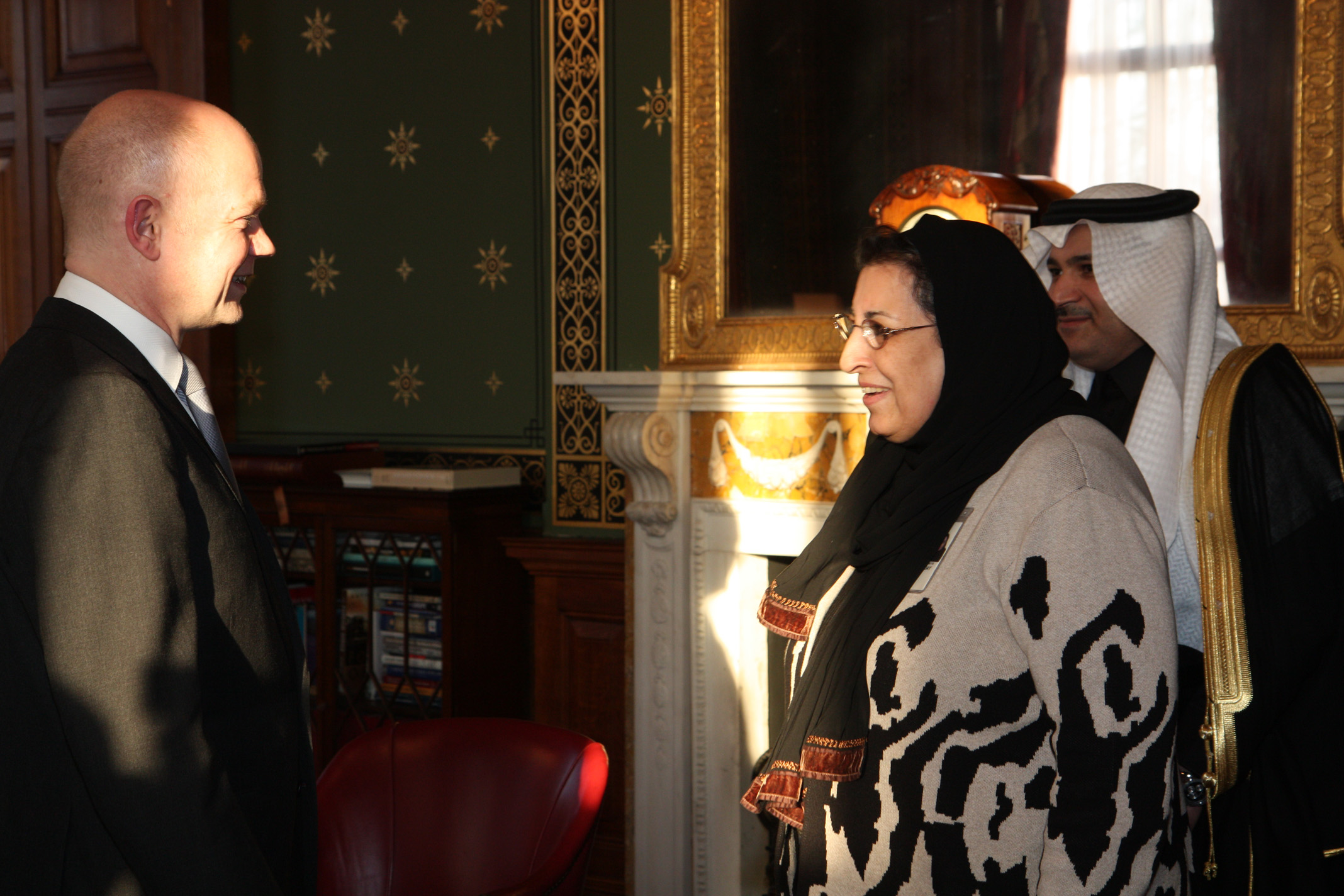
La Dra. Soraya Obaid en visita oficial a Gran Bretaña

Thoraya Obaid nació el 2 de marzo de 1945 en Bagdad, Irak, de padres hiyazí de Medina, y se crio en El Cairo, Egipto. Su padre, Ahmed Obaid Mohamed, fue periodista y uno de los intelectuales más destacados del Hejaz. En 1965, la administración de la Universidad del Rey Abdulaziz de Arabia Saudí la envió a estudiar a los Estados Unidos, junto con Fatina Amin Shaker, Madiha Darwish, Balqis Nasser y Hoda al-Dabbagh.

## Educación
Obaid completó su educación primaria y secundaria en la Universidad Americana de El Cairo en Egipto. En 1966, se licenció en Literatura Inglesa con mención en Sociología en el Mills College de Oakland, California. Realizó un máster en Literatura Inglesa, especializada en Antropología Cultural en la Universidad Estatal Wayne (1967-1968) y en 1974 completó el programa de doctorado en Literatura Inglesa, especializada en Antropología Cultural en esa misma universidad.
Obaid está casada con el ingeniero Mahmoud Saleh y tiene dos hijas.

## Trayectoria
En 1975, Obaid estableció el primer programa de desarrollo de la mujer en el mundo árabe. El objetivo de ese programa era asociar a la ONU con las ONG regionales para luchar por los derechos de la mujer.
Entre 1984 y 1985, Obaid fue miembro del grupo de trabajo de la Liga Árabe para formular la Estrategia Árabe para el Desarrollo Social.
En 1992, Obaid fue nombrada directora de desarrollo social y población de la Comisión Económica y Social para Asia Occidental(CESPAO). En 1993 se convirtió en la secretaria ejecutiva adjunta hasta el año 1998.
En 1996, Obaid presidió los Grupos de Trabajo de las Naciones Unidas sobre Cuestiones de Género en Amán, Jordania.
En noviembre de 1997, Obaid participó en una misión de la Red Interinstitucional sobre la Mujer y la Igualdad de Género (IANWGE) en Afganistán.
De 1998 a 2001, Obaid fue la directora de la División de la Liga de los Estados Árabes y Europa del Fondo de Población de las Naciones Unidas.
De 2001 a 2010, Obaid fue la directora ejecutiva y secretaria general adjunta del Fondo de Población de las Naciones Unidas
En 2006, Obaid fue nombrada presidenta del Comité de Alto Nivel sobre Gestión, que brinda asesoramiento sobre administración y gestión a la Junta de los Jefes Ejecutivos para la Coordinación (JJE).
Uno de los principales objetivos de Obaid tanto en la CESPAO como en la ONU fue promover la cooperación entre gobiernos para desarrollar programas que empoderaran a las mujeres y desarrollaran facultades en relación con la ciudadanía, derechos y deberes.

## Cargos desempeñados
- Miembro de la Asamblea Consultiva de Arabia Saudita
- Assistant/Associate Social Affairs Officer, Women and Development, ESCWA (1975-1981)
- Social Affairs Officer/Programme Manager for Women and Development, ESCWA (1981-1986)
- Senior Social Affairs Officer/Women and Development Programme Manager, ESCWA (1986-1992)
- Directora de desarrollo social y población de la Comisión Económica y Social para Asia Occidental (1992-1993)
- Secretaria ejecutiva adjunta de la Comisión Económica y Social para Asia Occidental (1993-1998)
- Directora de la División de la Liga de los Estados Árabes y Europa del Fondo de Población de las Naciones Unidas (1998-2000)
- Directora ejecutiva y secretaria general adjunta del Fondo de Población de las Naciones Unidas (2001-2010)

## Designaciones especiales
- Member, Working Group for Formulating the Arab Strategy for Social Development, supported by League of Arab States (1984-1985)
- Member, Editorial Board of Journal of Arab Women (1984-1990)
- Chair, Inter-agency Task Force on Gender, Amman, Jordan, (1996)
- Member, United Nations Strategic Framework Mission to Afghanistan, September-October (1997)
- Member, United Nations Inter-agency Gender Mission to Afghanistan, November (1997)
- Represented Secretary-General in United Nations Relief Works Agency Provident Fund (1996-1998)
- Nombrada presidenta del Comité de Alto Nivel sobre Gestión, que brinda asesoramiento sobre administración y gestión a la Junta de los Jefes Ejecutivos para la Coordinación (JJE) The Committee is the principal United Nations inter-agency body for coordinating administrative and management matters. (2006)

## Otras actividades
- Coordinadora del Comité de Mujeres de la CESPAO (1989-1990)
- Miembro de la Asociación Benéfica de Mujeres Al-Nahda, Riad, Arabia Saudita
- Miembro fundador de la Federación de Madres Trabajadoras, Sidón, Líbano (1974-1982)
- Miembro, Asociación de Estudios del Medio Oriente

## Distinciones y condecoraciones
- Award from the Robert F. Wagner Graduate School of Public Service, New York University, for outstanding commitment to global public service (2001)
- George P. Younger Award by the Committee of Religious Non-Governmental Organizations at the United Nations, for courage in bringing culture and religion into United Nations dialogue (2002)
- Global Philanthropy Forum: Borderless Giving, in recognition of her contribution to the Forum (2002)
- Juris Doctor, Mills College, Oakland, California, for commitment to serving people in developing countries to basic education, health and economic opportunities achieve (2002)
- Medal and Key to the City of Managua, Nicaragua, given by the Mayor of the City of Santiago of Managua, for notable work on behalf of peace and development and her very important work to help extremely poor populations (2003)
- Pedro Joaquin Chamorro Award, highest honor by Nicaragua's Parliament or President (2003)
- Second Century Award for Excellence in Health Care, Columbia University, New York. Granted for leadership in advancing health care for women around the world and dedication to empowering women and furthering their reproductive rights to improve their health (2003)
- Grado de Doctor en Derecho, Universidad Kansei Kakuen, Kobe, Japón, por contribuciones al avance de la cultura (2004)
- Clasificada entre las 50 mujeres árabes más poderosas, según la revista Forbes, (2004)
- Dionisio de Herrera for Service to Humanity, for supporting the integration of a course on the protection of women victims of domestic violence in the curriculum of all police training institutions in Honduras (2005)